# АЕС Сіво
АЕС Сіво (фр. Centrale nucléaire de Civaux) — діюча атомна електростанція на заході Франції в регіоні Нова Аквітанія.
АЕС розташована на березі річки В'єнна на території комуни Сіво в департаменті В'єнна за 30 км на південний схід від міста Пуатьє.
АЕС складається з двох енергоблоків, на яких використовуються реактори з водою під тиском (PWR) N4 розробки Framatome потужністю 1561 МВт кожен. Це робить реактори АЕС Сіво найпотужнішими у світі.
Висота градирень АЕС становить 180 метрів, що робить їх найвищими у Франції.

## Інциденти
12 травня 1998 року на першому реакторі стався витік радіоактивної води. Обсяг води, що витекла, склав понад 30 кубічних метрів. Витік стався з першого контуру теплоносія, внаслідок появи тріщин в трубах. В результаті були проведені роботи по заміні труб і насоса.

## Інформація по енергоблоках
| Енергоблок | Тип реакторів    | Потужність | Потужність | Початок будівництва | Фізпуск    | Підключення до мережі | Введення в експлуатацію | Закриття |
| Енергоблок | Тип реакторів    | Чиста      | Брутто     | Початок будівництва | Фізпуск    | Підключення до мережі | Введення в експлуатацію | Закриття |
| ---------- | ---------------- | ---------- | ---------- | ------------------- | ---------- | --------------------- | ----------------------- | -------- |
| Сіво-1     | PWR, N4 REP 1450 | 1495 МВт   | 1561 МВт   | 15.10.1988          | 29.11.1997 | 24.12.1997            | 29.01.2002              | —        |
| Сіво-2     | PWR, N4 REP 1450 | 1495 МВт   | 1561 МВт   | 01.04.1991          | 27.11.1999 | 24.12.1999            | 23.04.2002              | —        |